# 1856 en philosophie
Chronologie de la philosophie
- 1852
- 1853
- 1854
- 1855
- 1856
- 1857
- 1858
- 1859
- 1860

L’année 1856 a été marquée, en philosophie, par les événements suivants :

## Publications
- Allons en Icarie, d’Étienne Cabet.
- L'Ancien Régime et la Révolution, d’Alexis de Tocqueville .

## Naissances
- 6 mai : Sigmund Freud, médecin, psychanalyste et philosophe autrichien, mort en 1939.
- 11 décembre : Gueorgui Plekhanov, théoricien marxiste russe, mort en 1918.

## Décès
- 6 mai : William Hamilton, philosophe écossais, né en 1788.
- 23 juin : Ivan Kireïevski, philosophe russe, né en 1806.
- 26 juin : Max Stirner, philosophe allemand, né en 1806.